# Конрад фон Еберщайн
Конрад фон Еберщайн, също Конрад V фон Еберщайн (на немски: Konrad von Eberstein; Konrad V von Eberstein; * ок. 1185, вер. в Алт-Еберщайн, днес Баден-Баден; † 25 юни 1245, Шпайер), е от 1237 до 1245 г. 49-ият княжески епископ на Шпайер.

## Живот
Произлиза от влиятелния благороднически род Еберщайни. Син е на граф Еберхард III фон Еберщайн и съпругата му Кунигунда фон Андекс от прочутия род Мерания–Андекс. Чрез майка си той е братовчед на Света Хедвиг фон Андекс и на унгарската кралица, Гертруда, първата съпруга на унгарския крал Андраш II.
Конрад фон Еберщайн е от 1224 г. домхер в Страсбург и в Шпайер. На 21 януари 1237 г. е избран за епископ на Шпайер. Той е много религиозен, грижи се за бедните.
Конрад фон Еберщайн умира през 1245 г. в Шпайер и е погребан в гробното място на фамилията му в манастир Хереналб.